# Орхан Ялман Окан
Орхан Ялман Окан (на турски: Orhan Yalman Okan) е турски дипломат, служил в Гърция в началото на XXI век.

## Биография
Окан е роден на 12 август 1974 година в Измир, Турция. Завършва международни отношения във Факултета по политически науки на Анкарския университет. От 1996 година служи в Министерството на външните работи. Работи като трети секретар в посолството на Турция в Дака, консул в Генералното консулство в Майнц и заместник-министър в посолството в Сеул. Работи в отдела за Кипър-Гърция по въпросите на политическо планиране, двустранни икономически отношения.
От 21 септември 2015 година е турски генерален консул в Солун, Гърция.